# 平福路
平福路是中華人民共和國上海市徐匯區一條南北走向道路，道路南起羅秀路，北至百色路，全長850米，寬20米，瀝青路面。道路於1984年開闢，路名來自於廣西壯族自治區梧州市藤縣平福鄉。道路沿途有上海市園南中學。